# Der Koch (Monet)

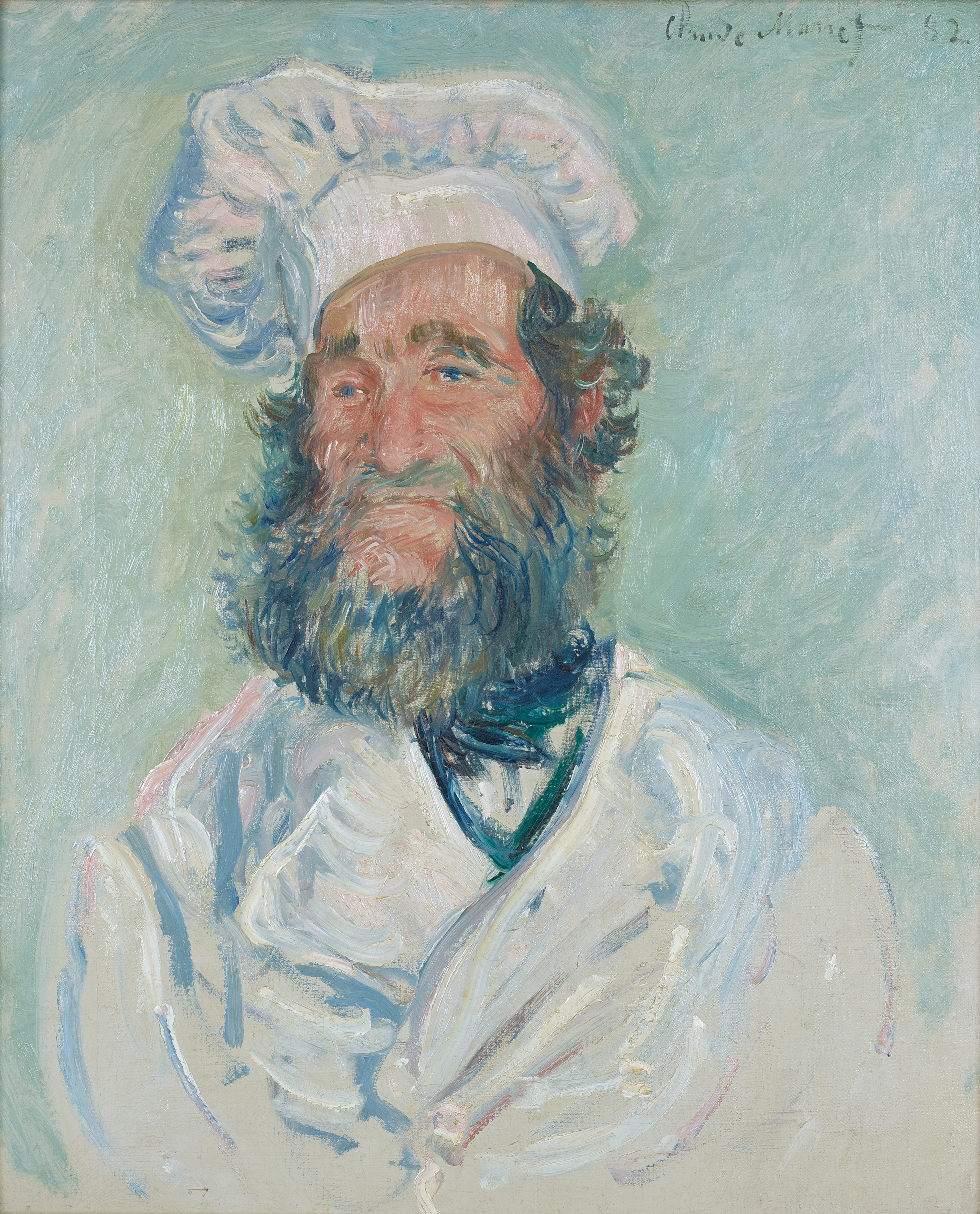
Der Koch
Claude Monet, 1882
64,5 × 52,1 cm
Öl auf Leinwand
Österreichische Galerie Belvedere, Wien

Der Koch, auch Monsieur Paul (französisch Le Père Paul), ist ein Gemälde von Claude Monet aus dem Jahr 1882. Das in Öl auf Leinwand gemalte Bild hat eine Höhe von 64,5 cm und eine Breite von 52,1 cm. Es zeigt den Koch, Restaurant- und Hotelbesitzer Paul Antoine Graff, dessen Gast Monet während eines Aufenthaltes in Pourville am Ärmelkanal war. Das Gemälde gehört zur Sammlung der Österreichischen Galerie Belvedere in Wien.

## Bildbeschreibung
In diesem Gemälde hat Monet den Koch Paul Antoine Graff porträtiert. Es zeigt als Bruststück den Kopf und den Oberkörper des in seiner weißen Berufskleidung mit typischer Kochmütze dargestellten Mannes. Im unteren Bereich des Bildes löst sich die Darstellung auf und geht in den hellen Hintergrund über, wodurch hier eine ovale Komposition entsteht. Monsieur Paul hat den Kopf zur rechten Schulter gedreht und schaut in Richtung des linken Bildrands. Die dunklen Augen scheinen nicht etwas Konkretes zu erfassen, sondern der Blick lässt eher ein Vor-sich-hin-Schauen vermuten. Zu seiner Erscheinung gehört ein struppiger schwarz-grauer Vollbart, der den Mund mit seinen geschlossenen Lippen und das vorspringende Kinn nahezu verdeckt. Das faltenreiche Gesicht hat Monet mit kräftigen Pinselstrichen moduliert, indem die markante Nase farblich hervorgehoben wird.  Die Autorin Melissa MacQuillan sieht im Gesichtsausdruck „Stolz und Charakterstärke“. Monet selbst bezeichnete das Bild als „esquisse curieuse“ (seltsame Skizze). Durch die schief aufgesetzte Kochmütze, den struppigen Bart und die charaktervollen Gesichtszüge schuf er ein Porträt von großer Lebendigkeit. Hierzu gehört auch eine raffinierte Farbgebung, bei der sich der dunkle Bart deutlich von der weißen Kleidung abhebt und das rötlich-braune Inkarnat in Kontrast steht zu den zarten blaugrauen Tönen des Hintergrundes. Das Bild ist oben rechts mit „Claude Monet 82“ signiert.

## Porträt eines Gastgebers
Am 15. Februar 1882 kam Monet in Pourville an, um in den folgenden zwei Monaten die Landschaft an der Küste der Normandie zu malen. Er wohnte dort im Hotel A la Renommée des Galettes, dem ein Restaurant angeschlossen war. Der Besitzer war der aus dem Elsass stammende Koch Paul Antoine Graff (1823–1893). Die Spezialität des als Le Père Paul bekannten Gastgebers waren die namensgebenden Galettes. Diese Blätterteigkuchen dienten Monet bei einem späteren Besuch als Vorlage für das Stillleben Les Galettes (Privatsammlung). Am Tag der Ankunft bedauerte Monet in einem Brief an Alice Hoschedé, nicht schon früher nach Pourville gekommen zu sein. Er beschrieb Père Paul als „ausgezeichneten Koch“ und war angetan von seiner Unterkunft: „Die Landschaft ist sehr schön … Man könnte nicht näher am Meer sein, als ich es jetzt bin, direkt am Strand, die Wellen reichen bis zum Fundament des Hauses.“ Neben dem Porträt des Monsieur Graff malte Monet zudem das Bildnis von Frau Graff. Das Gemälde La Mère Paul (Fogg Art Museum, Cambridge (Massachusetts)) zeigt Madame Graff in dunkler Kleidung ebenfalls als Bruststück. Ihr hat Monet den Terrier Follette als treuen Begleiter beigefügt. Die beiden Porträts der Eheleute Graff entstanden möglicherweise als Monets Anerkennung ihrer Gastfreundschaft.

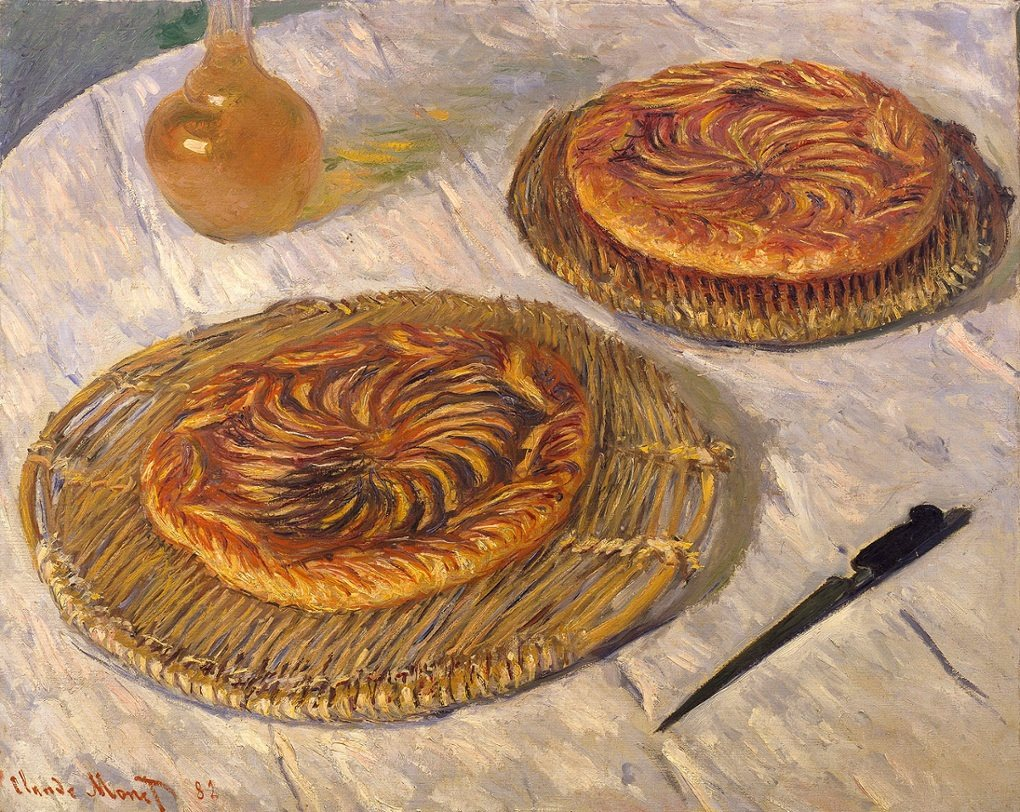
Claude Monet: Les Galettes, 1882
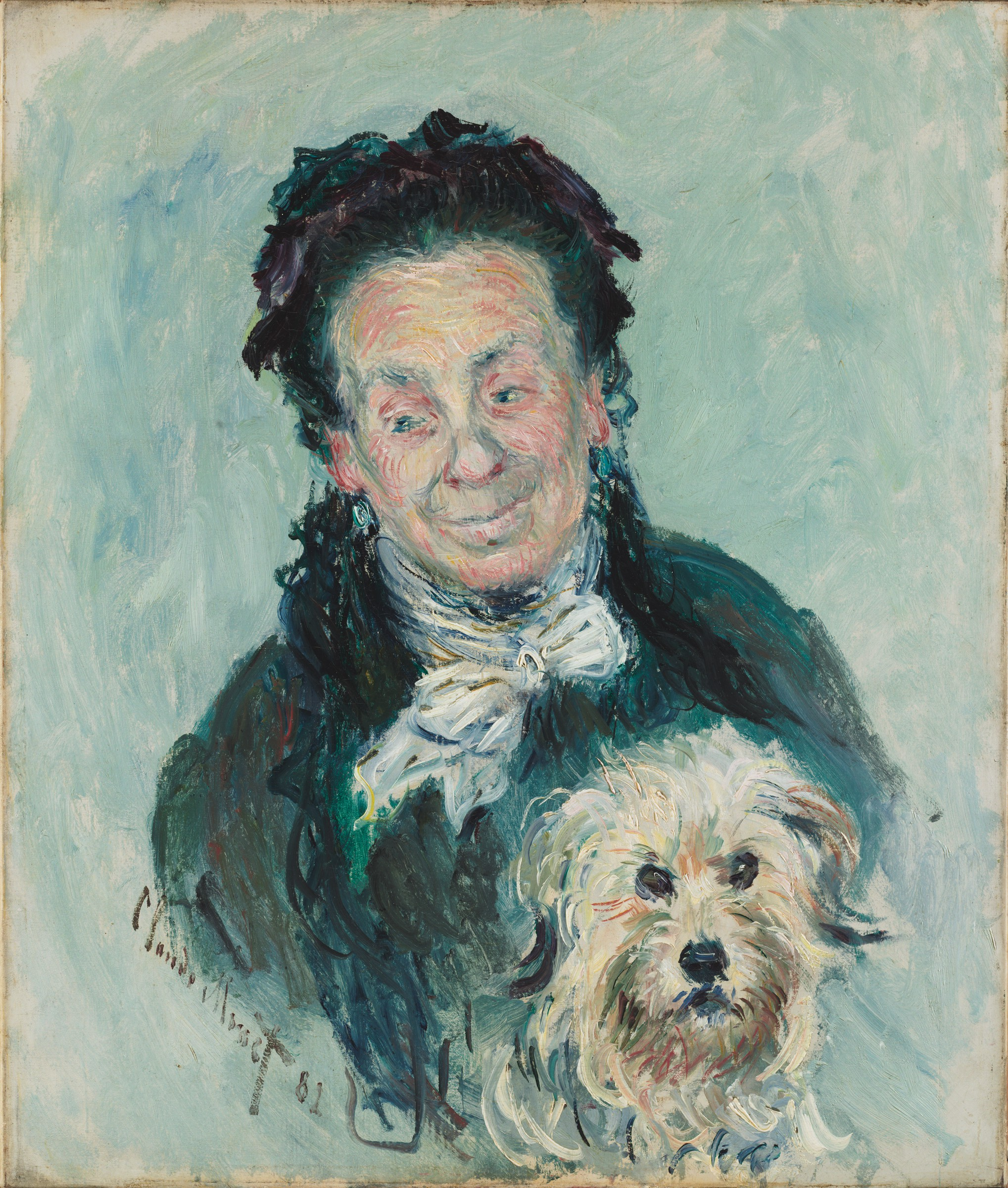
Claude Monet: La Mère Paul, 1882

Die Gemälde Der Koch und La Mère Paul gehören zu den wenigen Porträts, die Monet nach dem Tod seiner ersten Frau Camille 1879 malte. Weitere Bilder sind die Darstellung seines Sohnes Michel Monet mit Pudelmütze von 1880 oder sein Selbstbildnis vom 1886. Außerhalb des Familienkreises entstand neben den Bildnissen der Eheleute Graff das Porträt des Fischers Poly (Musée Marmottan Monet, Paris) von 1886. All diese Bildnisse sind als Bruststück ausgeführt. Der Fischer Poly weist mit seinem Vollbart und den markanten Gesichtszügen einige Ähnlichkeiten mit der Darstellung des Père Paul im Gemälde Der Koch auf. Die Autorin Melissa MacQuillan stellt beim Graff-Porträt und dem Bildnis des Poly eine „fast physiognomische Übertreibung“ fest, die an „seine jugendlichen Anfänge als Karikaturist“ erinnere. Auch der Kunsthistoriker Richard R. Brettell zieht Vergleiche zwischen dem Porträt Der Koch und den ironischen Zeichnungen aus Monets Jugendzeit. Aus den späten 1850er Jahren sind mehrere solcher Karikaturen erhalten, zu denen beispielsweise das Bildnis Mario Uchard (Art Institute of Chicago) gehört.

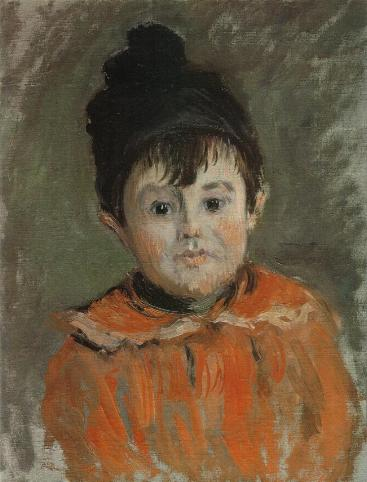
Claude Monet: Michel Monet mit Pudelmütze, 1880
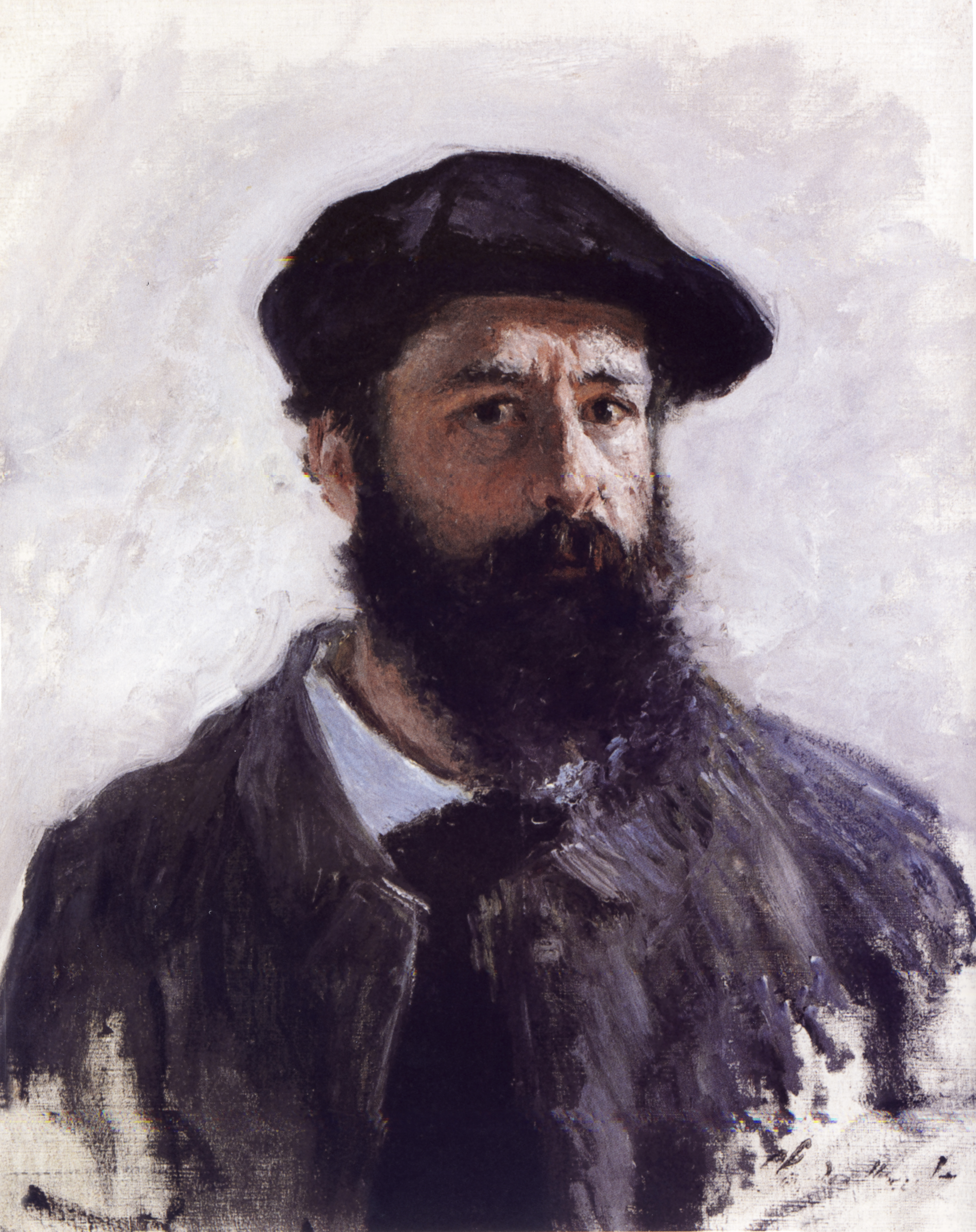
Claude Monet: Selbstporträt, 1886
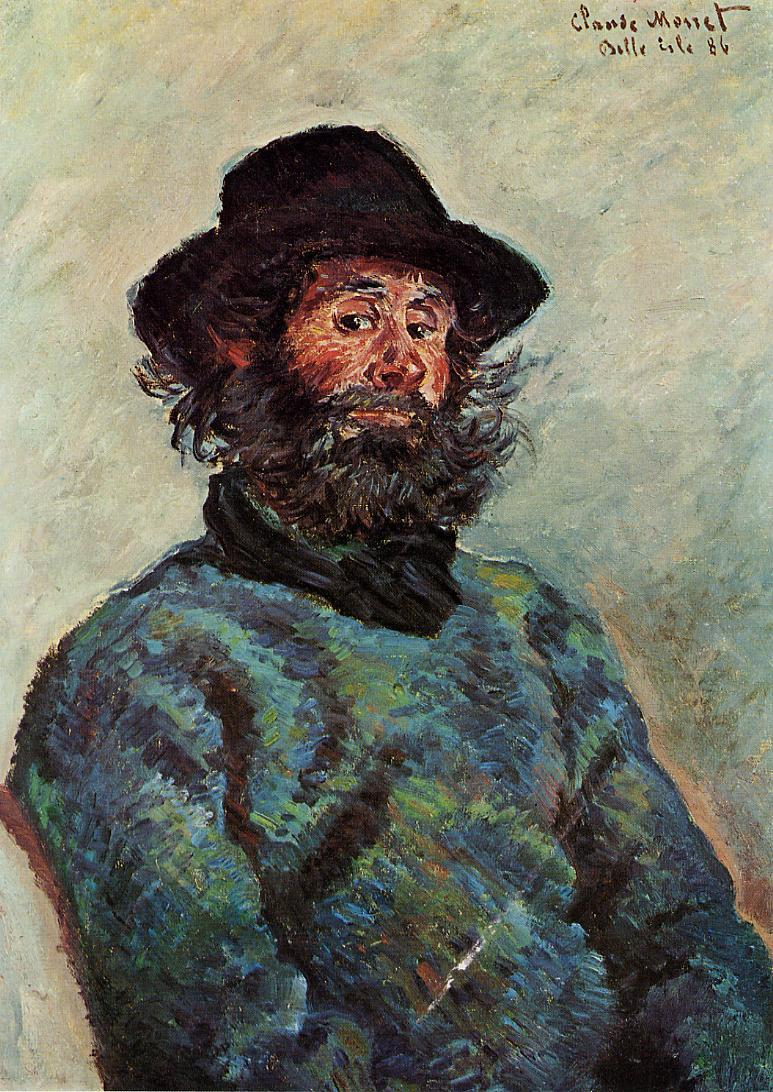
Claude Monet: Poly, 1886
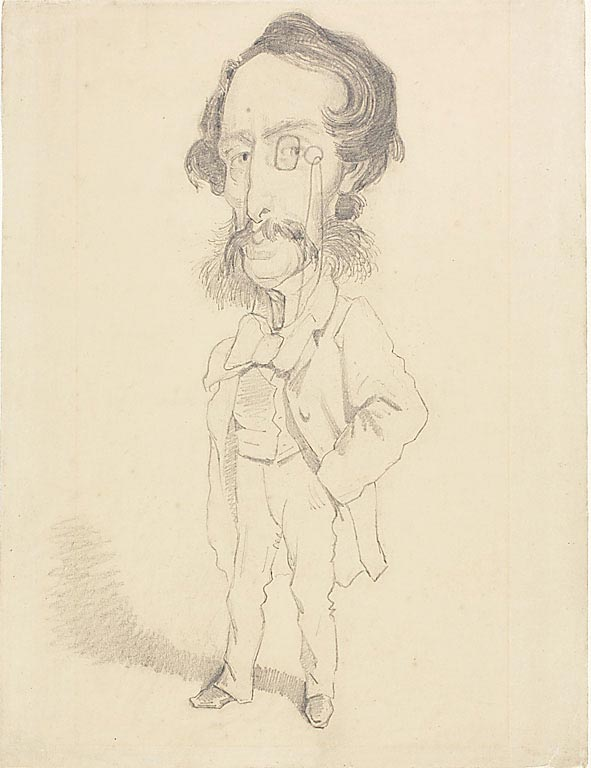
Claude Monet: Mario Uchard, 1858

## Provenienz
Das Gemälde Der Koch war ein Geschenk von Monet an den dargestellten Paul Antoine Graff. Nach dessen Tod gelangte das Bild 1899 über die Pariser Filiale der Kunsthandlung Knoedler in den Besitz des Galeristen Paul Durand-Ruel. Dieser lieh das Bild 1903 zur Ausstellung Entwicklung des Impressionismus in Malerei und Plastik der Wiener Secession aus, bei der auch das Pendant Madame Paul zu sehen war. Anschließend erwarb die Moderne Galerie, Vorgängerinstitution der heutigen Österreichischen Galerie Belvedere, das Gemälde Der Koch.